# Tivoli, Queensland
Tivoli är en del av en befolkad plats i Australien. Den ligger i kommunen Ipswich och delstaten Queensland, omkring 29 kilometer sydväst om delstatshuvudstaden Brisbane.
Runt Tivoli är det tätbefolkat, med 356 invånare per kvadratkilometer.. Närmaste större samhälle är Ipswich, nära Tivoli. 
I omgivningarna runt Tivoli växer huvudsakligen savannskog. Genomsnittlig årsnederbörd är 1 252 millimeter. Den regnigaste månaden är januari, med i genomsnitt 248 mm nederbörd, och den torraste är oktober, med 34 mm nederbörd.